# Liste von Hochhäusern in Afrika

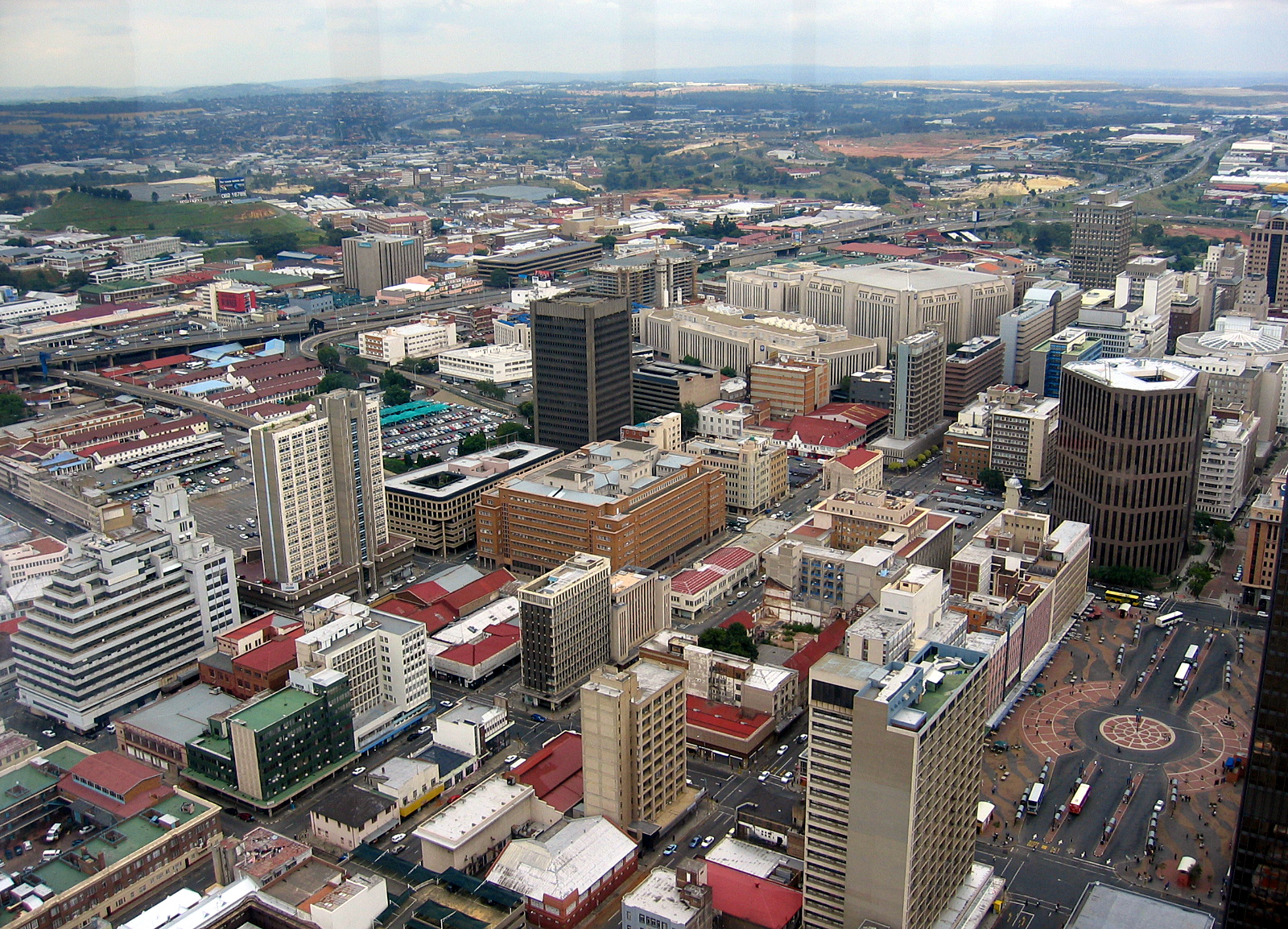
Die Skyline von Johannesburg von der Aussichtsplattform des Carlton Centre

Diese Liste führt die höchsten Hochhäuser in Afrika mit einer Mindesthöhe von 140 Metern auf.

## Liste der Hochhäuser in Afrika
| Nr. | Name                           | Stadt                    | Land               | Höhe  | Eröffnung |
| --- | ------------------------------ | ------------------------ | ------------------ | ----- | --------- |
| 1   | Iconic Tower                   | Neue Hauptstadt Ägyptens | Ägypten            | 394 m | 2023      |
| 2   | Mohammed VI Tower              | Rabat                    | Marokko            | 250 m | 2023      |
| 3   | The Leonardo                   | Sandton                  | Südafrika          | 227 m | 2019      |
| 4   | Carlton Centre                 | Johannesburg             | Republik Südafrika | 223 m | 1973      |
| 5   | Commercial Bank of Ethiopia    | Addis Abeba              | Äthiopien          | 198 m | 2021      |
| 6   | Britam Tower                   | Nairobi                  | Kenia              | 195 m | 2017      |
| 7   | Ponte City                     | Johannesburg             | Südafrika          | 173 m | 1975      |
| 8   | UAP Tower                      | Nairobi                  | Kenia              | 163 m | 2016      |
| 9   | NECOM House                    | Lagos                    | Nigeria            | 160 m | 1979      |
| 10  | PSPF Towers                    | Daressalam               | Tansania           | 153 m | 2015      |
| 11  | Marble Towers                  | Johannesburg             | Sudafrika 1961     | 152 m | 1973      |
|     | Pearl Dawn                     | Durban                   | Südafrika          | 152 m | 2010      |
| 12  | SA Reserve Bank                | Pretoria                 | Republik Südafrika | 150 m | 1988      |
| 13  | 88 on Field                    | Durban                   | Südafrika          | 146 m | 1985      |
| 14  | Imob Business Tower            | Luanda                   | Angola             | 145 m | 2018      |
| 15  | Burj Bulaya Office – Tower 1   | Tripolis                 | Libyen             | 144 m | 2007      |
| 16  | MFA Building                   | Kairo                    | Ägypten            | 143 m | 1994      |
| 17  | El Gezira Tower                | Kairo                    | Ägypten            | 142 m | 1996      |
|     | Grand Hyatt Cairo              | Kairo                    | Ägypten            | 142 m | 2002      |
|     | Nile City South                | Kairo                    | Ägypten            | 142 m | 2003      |
|     | Nile City North                | Kairo                    | Ägypten            | 142 m | 2002      |
| 18  | ABC Building                   | Zvishavane               | Rhodesien          | 141 m | 1976      |
| 19  | El Maadi Residential           | Kairo                    | Ägypten            | 140 m | 1987      |
|     | Kwa Dukuza Egoli Hotel Tower 1 | Johannesburg             | Südafrika          | 140 m | 1970      |
|     | Michelangelo Towers            | Sandton                  | Südafrika          | 140 m | 2005      |
|     | Trust Bank Building            | Johannesburg             | Südafrika          | 140 m | 1970      |
|     | ABSA Building                  | Johannesburg             | Südafrika          | 140 m | 1970      |
|     | Times Tower                    | Nairobi                  | Kenia              | 140 m | 2002      |